# Chamaephyt
Chamaephyten (gr. χαμαί chamaí = auf der Erde (befindlich)) sind nach dem System der Lebensformen nach Raunkiær ausdauernde Pflanzen, deren Überdauerungsorgane (Erneuerungsknospen) sich unterhalb der mittleren Schneehöhe von 50 cm befinden und damit im Schutz einer Schneedecke überwintern bzw. sonstige hygrische oder thermische Ungunstabschnitte im Jahresverlauf überdauern.
Zu ihnen gehören:

Einteilung Abhängig von der Lage der Erneuerungsknospen

- Halb- und Zwergsträucher (z. B. Heidelbeere),
- ausdauernde Polsterpflanzen und kriechende ausdauernde krautige Pflanzen und
- einige Moose.